# Zeta Lupi
Zeta Lupi (ζ Lup) – gwiazda w gwiazdozbiorze Wilka, odległa od Słońca o około 117 lat świetlnych.

## Charakterystyka
Zeta Lupi to żółty olbrzym należący do typu widmowego G8. Jego jasność jest około 59 razy większa niż jasność Słońca, a temperatura jest równa 5025 K. Jej masa jest około 2,5 razy większa niż masa Słońca, a promień jest 10,1 raza większy od słonecznego. Jako gwiazda masywniejsza od Słońca, zakończyła ona syntezę wodoru w hel po około 585 milionach lat.
Obserwacje od XIX wieku ukazują, że Zeta Lupi ma ten sam ruch własny co pobliska gwiazda około siódmej wielkości gwiazdowej. Na niebie dzieli je 71,6 sekundy kątowej (pomiar z 2016 r.). Zeta Lupi B to gwiazda podobna do Słońca, ma o 20% większą masę i o 30% większy promień, jest około dwukrotnie jaśniejsza. W przestrzeni gwiazdy są odległe o co najmniej 2600 au i potrzebują ponad 68 tysięcy lat na okrążenie wspólnego środka masy.